# Бекназарова, Алла Александровна
Алла Александровна Бекназарова (укр. Алла Олександрівна Бекназарова; род. 28 августа 1984 года в Одессе, УССР, СССР) — украинская фигуристка, выступавшая в танцах на льду. В паре с Владимиром Зуевым — двукратная чемпионка Украины, бронзовый призёр зимней Универсиады 2009, участница чемпионатов мира и Европы, неоднократный победитель и призёр прочих международных соревнований по фигурному катанию.

## Карьера
Алла Бекназарова начала кататься на коньках в возрасте 5 лет. Пара с Владимиром Зуевым образовалась в 2005 году, до этого Алла выступала в юниорах с Юрием Кочерженко, а ещё раньше с Сергеем Вербилло. Именно Сергей Вербилло, со своей партнёршей Анной Задорожнюк, стали основным конкурентом Бекназаровой/Зуева в сборной Украины. С Юрием Кочерженко они выступали на международной арене и заняли 4-е место на зимней Универсиаде в 2003 году.
В 2005 году Кочерженко решил закончить спортивную карьеру и переехал в США, и тогда Алла встала в пару с Владимиром Зуевым. На своём первом совместном чемпионате Украины в 2006 году пара заняла 4-е место. Однако, после Олимпиады в Турине завершили карьеру два лидирующих танцевальных дуэта украинской сборной — Елена Грушина/Руслан Гончаров и Юлия Головина/Олег Войко, поэтому дуэт попал на чемпионат мира, где они выступили неудачно и заняли 24-е место. Этот чемпионат мира стал единственным в их карьере, несмотря на последовавшие две золотые медали национальных чемпионатов (2007 и 2008 годы), так как Алла и Сергей на чемпионатах Европы показывали результаты хуже чем Задорожнюк/Вербилло, которых обыгрывали на внутренней арене.
Тренировалась пара в Харькове, куда Алла переехала из Одессы ради тренировок у Галины Чуриловой. В 2008 году к их подготовке подключились Наталья Линичук и Геннадий Карпоносов. Под их руководством пара добилась своего наибольшего успеха — третье место на зимней Универсиаде-2009 в Харбине..
После неудачного олимпийскиго сезона 2009—2010, Владимир Зуев которого давно мучала травмированная нога принял решение завершить любительскую карьеру. Алла Бекназарова встала в пару со своим бывшим партнёром, а после соперником, Сергеем Вербилло. Но новая пара просуществовала всего неделю, так как, по словам Аллы её создание не поддержала украинская федерация фигурного катания из-за финансовых проблем. Сергей остался в Москве, а Алла вернулась в родную Одессу . С 2013 года - тренер в школе фигурного катания на катке "Льдинка", Одесса.

## Спортивные достижения
(с В.Зуевым)
| Соревнования           | 2004—05 | 2005—06 | 2006—07 | 2007—08 | 2008—09 | 2009—10 |
| ---------------------- | ------- | ------- | ------- | ------- | ------- | ------- |
| Чемпионаты мира        |         | 24      |         |         |         |         |
| Чемпионаты Европы      |         |         | 13      | 14      | 13      | 11      |
| Чемпионаты Украины     | 3       | 4       | 1       | 1       | 2       | 2       |
| NHK Trophy             |         |         |         | 9       |         |         |
| Cup of Russia          |         |         | 10      |         |         |         |
| Золотой конёк Загреба  |         | 1       | 2       | 1       | 1       |         |
| Finlandia Trophy       |         |         |         |         |         | 3       |
| Мемориал Карла Шефера  |         | 13      |         |         |         |         |
| Nebelhorn Trophy       |         |         |         | 3       |         |         |
| Мемориал Ондрея Непелы |         | 1       |         |         |         |         |
| Зимние Универсиады     |         |         |         |         | 3       |         |

(с Ю.Кочерженко)
| Соревнования                     | 2000—01 | 2001—02 | 2002—03 | 2003—04 |
| -------------------------------- | ------- | ------- | ------- | ------- |
| Чемпионаты мира                  |         | 25      |         |         |
| Чемпионаты мира среди юниоров    |         |         |         | 12      |
| Чемпионаты Украины               | 1       | 3       | 3       | 4       |
| Чемпионаты Украины среди юниоров |         |         | 2       |         |
| Зимние Универсиады               |         |         | 4       |         |